# Torrejón de Ardoz
Torrejón de Ardoz – miasto w Hiszpanii, we wspólnocie autonomicznej Madryt, na wschód od Madrytu. W 2022 liczyło 134 733 mieszkańców.
Na terenie miasta znajduje się Centrum Satelitarne Unii Europejskiej. W Torrejón de Ardoz urodził się wrestler Kane.